# لاصق فبرين

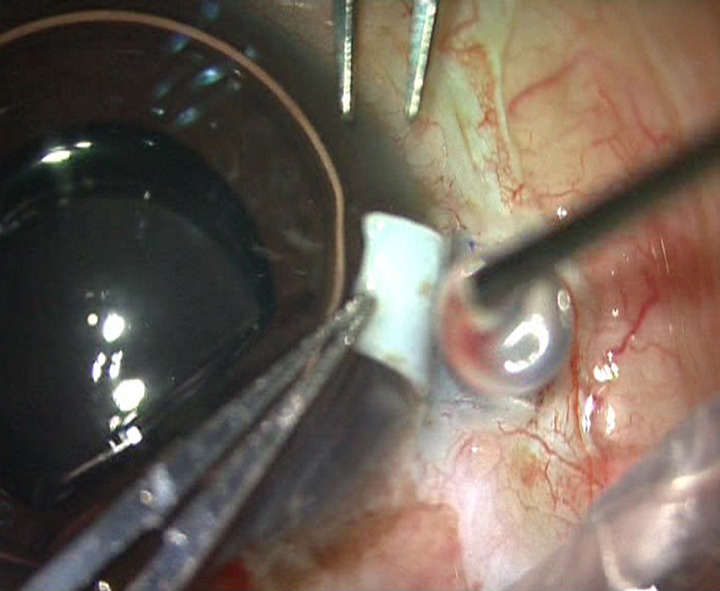
لاصق الفبرين مستعملا بعد تجفيف السرير الصلبوي في عملية زراعة لعدسة باطن العين

غراء الفبرين (تُسمى كذلك لاصق الفبرين) هي تركيبة تُستخدم لإنشاء كتلة فبرين. وتتكون من الفيبرينوجين وثرومبين التي يتم حقنها من خلال أحد الرؤوس في موضع تمزق الفبرين.
والثرومبين هو إنزيم ويقوم بتحويل الفيبرينوجين إلى فبرين خلال فترة تتراوح من 10 إلى 60 ثانية ويكون بمثابة لاصق أنسجة. وقد يحتوي أيضًا على أبروتينين وفبرونيكتين وبلازمينوجين. ويمكن استخدام هذا الغراء لإصلاح تمزقات الجافية، والناسور الشعبي ولتحقيق الإرقاء عقب صدمة الطحال والكبد. كما يُستخدم في «حالات عدم الخياطة» وزراعة القرنية.